# 2022年のバロンドール
2022年のバロンドールは、世界各国のスポーツジャーナリストの投票によってサッカーの2021-22シーズン世界最優秀選手を決める賞である。2022年10月17日に発表された。

## 概要
今回のバロンドールから、選考期間がその年1年間からその前のシーズンへと変更となった。それに伴い、昨年から新設された年間最多得点者に贈られる『ベスト・ストライカー・オブ・ザ・イヤー』が選考期間の変更により名称を変え、ドイツの往年のストライカーであるゲルト・ミュラーの名を冠した『ゲルト・ミュラー・トロフィー』となり、シーズン最多得点者に贈られる事になった。
今回のバロンドールでは、ノミネートされた選手の中に前回バロンドール受賞者である、リオネル・メッシが所属元での不調により、ノミネートされない波乱も起きるといったこともありながら、UEFAチャンピオンズリーグで15得点、ラ・リーガで27得点を記録し、両大会の得点王に輝き、レアル・マドリードの躍進に貢献した、カリム・ベンゼマが2022年のバロンドールの受賞を果たした。

## 結果
結果は以下の通りとなった。

### バロンドール
| 順位 | 選手                                 | 国籍             | 所属クラブ                        | ポイント |
| ---- | ------------------------------------ | ---------------- | --------------------------------- | -------- |
| 1    | カリム・ベンゼマ                     | フランス         | レアル・マドリード                | 549      |
| 2    | サディオ・マネ                       | セネガル         | リヴァプール                      | 193      |
| 3    | ケヴィン・デ・ブライネ               | ベルギー         | マンチェスター・シティ            | 176      |
| 4    | ロベルト・レヴァンドフスキ           | ポーランド       | バイエルン・ミュンヘン            | 170      |
| 5    | モハメド・サラー                     | エジプト         | リヴァプール                      | 116      |
| 6    | キリアン・エムバペ                   | フランス         | パリ・サンジェルマン              | 85       |
| 7    | ティボ・クルトゥワ                   | ベルギー         | レアル・マドリード                | 82       |
| 8    | ヴィニシウス・ジュニオール           | ブラジル         | レアル・マドリード                | 61       |
| 9    | ルカ・モドリッチ                     | クロアチア       | レアル・マドリード                | 20       |
| 10   | アーリング・ハーランド               | ノルウェー       | ドルトムント                      | 18       |
| 11   | ソン・フンミン                       | 韓国             | トッテナム・ホットスパー          | 5        |
| 12   | リヤド・マフレズ                     | アルジェリア     | マンチェスター・シティ            | 4        |
| 13   | セバスティアン・ハラー               | コートジボワール | アヤックス                        | 2        |
| 14   | ラファエル・レオン                   | ポルトガル       | ACミラン                          | 2        |
| 14   | ファビーニョ                         | ブラジル         | リヴァプール                      | 2        |
| 16   | フィルジル・ファン・ダイク           | オランダ         | リヴァプール                      | 1        |
| 17   | カゼミーロ                           | ブラジル         | レアル・マドリード                | 1        |
| 17   | ドゥシャン・ヴラホヴィッチ           | セルビア         | フィオレンティーナ / ユヴェントス | 1        |
| 17   | ルイス・ディアス                     | コロンビア       | ポルト / リヴァプール             | 1        |
| 20   | クリスティアーノ・ロナウド           | ポルトガル       | マンチェスター・ユナイテッド      | 0        |
| 21   | ハリー・ケイン                       | イングランド     | トッテナム・ホットスパー          | 0        |
| 22   | ベルナルド・シウバ                   | ポルトガル       | マンチェスター・シティ            | 0        |
| 22   | トレント・アレクサンダー＝アーノルド | イングランド     | リヴァプール                      | 0        |
| 22   | フィル・フォーデン                   | イングランド     | マンチェスター・シティ            | 0        |
| 25   | ヨシュア・キミッヒ                   | ドイツ           | バイエルン・ミュンヘン            | 0        |
| 25   | マイク・メニャン                     | フランス         | ACミラン                          | 0        |
| 25   | アントニオ・リュディガー             | ドイツ           | チェルシー                        | 0        |
| 25   | ジョアン・カンセロ                   | ポルトガル       | マンチェスター・シティ            | 0        |
| 25   | クリストファー・エンクンク           | フランス         | ライプツィヒ                      | 0        |
| 25   | ダルウィン・ヌニェス                 | ウルグアイ       | ベンフィカ                        | 0        |

### 女子バロンドール
| 順位 | 選手                           | 国籍           | 所属クラブ                                    | ポイント |
| ---- | ------------------------------ | -------------- | --------------------------------------------- | -------- |
| 1    | アレクシア・プテジャス         | スペイン       | バルセロナ                                    |          |
| 2    | ベス・ミード                   | イングランド   | アーセナル                                    |          |
| 3    | サム・カー                     | オーストラリア | チェルシー                                    |          |
| 4    | レナ・オーバードルフ           | ドイツ         | ヴォルフスブルク                              |          |
| 5    | アイタナ・ボンマティ           | スペイン       | バルセロナ                                    |          |
| 6    | アレクサンドラ・ポップ         | ドイツ         | ヴォルフスブルク                              |          |
| 7    | アーダ・ヘーゲルベルグ         | ノルウェー     | リヨン                                        |          |
| 8    | ワンディ・ルナール             | フランス       | リヨン                                        |          |
| 9    | カタリナ・マカリオ             | アメリカ合衆国 | リヨン                                        |          |
| 10   | ルーシー・ブロンズ             | イングランド   | マンチェスター・シティ                        |          |
| 11   | フィフィアネ・ミデマー         | オランダ       | アーセナル                                    |          |
| 12   | クリスティアネ・エンドレル     | チリ           | リヨン                                        |          |
| 13   | アレックス・モーガン           | アメリカ合衆国 | オーランド・プライド / サンディエゴ・ウェーブ |          |
| 14   | セルマ・バチャ                 | フランス       | リヨン                                        |          |
| 15   | ミリー・ブライト               | イングランド   | チェルシー                                    |          |
| 16   | アシサト・オショアラ           | ナイジェリア   | バルセロナ                                    |          |
| 17   | マリー＝アントワネット・カトト | フランス       | パリ・サンジェルマン                          |          |
| 18   | トリニティ・ロッドマン         | アメリカ合衆国 | ワシントン・スピリット                        |          |
| 19   | フリドリーナ・ロルフォ         | スウェーデン   | バルセロナ                                    |          |
| 20   | カディディアトゥ・ディアニ     | フランス       | パリ・サンジェルマン                          |          |

### コパ・トロフィー
| 順位 | 選手                         | 国籍         | 所属クラブ                  | ポイント |
| ---- | ---------------------------- | ------------ | --------------------------- | -------- |
| 1    | ガビ                         | スペイン     | バルセロナ                  |          |
| 2    | エドゥアルド・カマヴィンガ   | フランス     | レンヌ / レアル・マドリード |          |
| 3    | ジャマル・ムシアラ           | ドイツ       | バイエルン・ミュンヘン      |          |
| 4    | ジュード・ベリンガム         | イングランド | ドルトムント                |          |
| 5    | ヌーノ・メンデス             | ポルトガル   | パリ・サンジェルマン        |          |
| 6    | ライアン・フラーフェンベルフ | オランダ     | アヤックス                  |          |
| 6    | ヨシュコ・グヴァルディオール | クロアチア   | ライプツィヒ                |          |
| 8    | ブカヨ・サカ                 | イングランド | アーセナル                  |          |
| 9    | カリム・アデイェミ           | ドイツ       | レッドブル・ザルツブルク    |          |
| 10   | フロリアン・ヴィルツ         | ドイツ       | レバークーゼン              |          |

### ヤシン・トロフィー
| 順位 | 選手                   | 国籍       | 所属クラブ                     | ポイント |
| ---- | ---------------------- | ---------- | ------------------------------ | -------- |
| 1    | ティボ・クルトゥワ     | ベルギー   | レアル・マドリード             |          |
| 2    | アリソン               | ブラジル   | リヴァプール                   |          |
| 3    | エデルソン             | ブラジル   | マンチェスター・シティ         |          |
| 4    | エドゥアール・メンディ | セネガル   | チェルシー                     |          |
| 5    | マイク・メニャン       | フランス   | ACミラン                       |          |
| 6    | ケヴィン・トラップ     | ドイツ     | アイントラハト・フランクフルト |          |
| 7    | マヌエル・ノイアー     | ドイツ     | バイエルン・ミュンヘン         |          |
| 8    | ヤン・オブラク         | スロベニア | アトレティコ・マドリード       |          |
| 9    | ヤシン・ブヌ           | モロッコ   | セビージャ                     |          |
| 10   | ウーゴ・ロリス         | フランス   | トッテナム・ホットスパー       |          |

### ソクラテス賞
| 順位 | 選手           | 国籍     | 所属クラブ   |
| ---- | -------------- | -------- | ------------ |
| 1    | サディオ・マネ | セネガル | リヴァプール |

### ゲルト・ミュラー・トロフィー
| 順位 | 選手                       | 国籍       | 所属クラブ             | 総ゴール数 |
| ---- | -------------------------- | ---------- | ---------------------- | ---------- |
| 1    | ロベルト・レヴァンドフスキ | ポーランド | バイエルン・ミュンヘン | 57         |

### クラブ・オブ・ザ・イヤー
| 順位 | クラブ                 | 総プレイヤー数 | 男子 | 女子 |
| ---- | ---------------------- | -------------- | ---- | ---- |
| 1    | マンチェスター・シティ | 6              | 5    | 1    |
| 2    | リヴァプール           | 6              | 6    | 0    |
| 3    | レアル・マドリード     | 5              | 5    | 0    |
| 3    | リヨン                 | 5              | 0    | 5    |